# Roberto Campos Neto
Roberto de Oliveira Campos Neto (28 de junio de 1969) es un economista brasileño que se desempeña como presidente del Banco Central de Brasil, desde el 28 de febrero de 2019, designado durante la presidencia de Jair Bolsonaro.
Anteriormente se ha desempeñado como ejecutivo del Banco Santander. Es nieto del economista y político Roberto de Oliveira Campos.

## Biografía
Estudió economía y finanzas en la Universidad de California en Los Ángeles (UCLA). Tiene dos maestrías, una en economía de UCLA y otra en matemáticas aplicadas de Caltech. De 1996 a 1999, trabajó en el Banco Bozano Simonsen y, de 2000 a 2003, dirigió el departamento de renta fija internacional del Banco Santander Brasil. En 2006 fue nombrado jefe comercial de Santander, y en 2010 se convirtió en el jefe de tesorería y de los mercados regionales e internacionales del banco. Es un conocido cercano de Paulo Guedes, designado ministro de Economía por Bolsonaro.

### Presidente del Banco Central
El 15 de noviembre de 2018, fue nominado como el próximo presidente del Banco Central de Brasil (BC) por el presidente electo Jair Bolsonaro, sucediendo a Ilan Goldfajn. Su designación fue aprobada por el Senado Federal, contando con 55 votos favorables y 6 en contra.
Antes de asumir la presidencia, defendió la autonomía del banco y la modernización del mercado bancario, buscando aumentar la competencia entre los pocos bancos que compiten en el sector financiero del país. 
El 28 de febrero de 2019, asumió formalmente como presidente del Banco Central. En noviembre de 2020, se lanzó el sistema de pago electrónico Pix , desarrollado por el BC.
Durante su gestión, atravesó el cambio del Banco Central, el cual dejó de ser un organismo dependiente del Estado, para pasar a ser un ente autónomo, tras la aprobación de la Ley Complementaria N.º 179 en febrero de 2021.
En 2024, mantuvo una pelea política con el presidente Lula da Silva, debido a las presiones del presidente por reducir la tasa de interés Selic. A pesar de esto, el BC aumentó la tasa en un 0,25 %, llevándola al 10,75 %, justificándose en el aumento en las expectativas de inflación y en las expectativas incumplidas en la meta fiscal del gobierno.Respecto a las intenciones del gobierno, Campos Neto aseguró que si Brasil quería convivir con una tasa de interés más baja, debía realizar un programa que genere una percepción de shock fiscal.Con este escenario, el ministro de Hacienda, Fernando Haddad, presentó el 28 de noviembre de 2024, un programa de ajuste en el gasto de casi 12 mil millones de dólares hasta 2026, el cual planteaba un límite al ajuste anual del salario mínimo y a los gastos con algunos subsidios sociales. Junto a la presentación del plan fiscal, presentó un plan para aumentar el impuesto sobre la renta a los más ricos y doblar el número de contribuyentes menos adinerados exentos a este impuesto, aclarando que esto no tendría un impacto fiscal.A pesar de esto, tras anuncio, el dólar alcanzó su valor más alto en términos nominales desde la creación del Plan Real, alcanzando los 6 reales por dólar.Este suceso fue considerado como una reacción de incertidumbre del mercado frente a la propuesta de reforma del impuesto sobre la renta, que creían que provocaría un mayor déficit.

## Controversias
En octubre de 2021, su nombre aparece en los Papeles de Pandora.